# Nevis Peak
Nevis Peak (985 m n.p.m.) – stratowulkan na wyspie Nevis należącej do Saint Kitts i Nevis. 
Najwyższy szczyt wyspy. Podnóże stożka zajmują płaszcz z popiołów wulkanicznych (cieńszy nieco niż w przypadku Mount Liamuiga) z wykształconą od góry warstwą żyznych gleb, które jednak w drodze wieloletniej, monokulturowej uprawy trzciny cukrowej uległy znacznej degradacji.